# Hogesnelheidslijn Turijn–Milaan

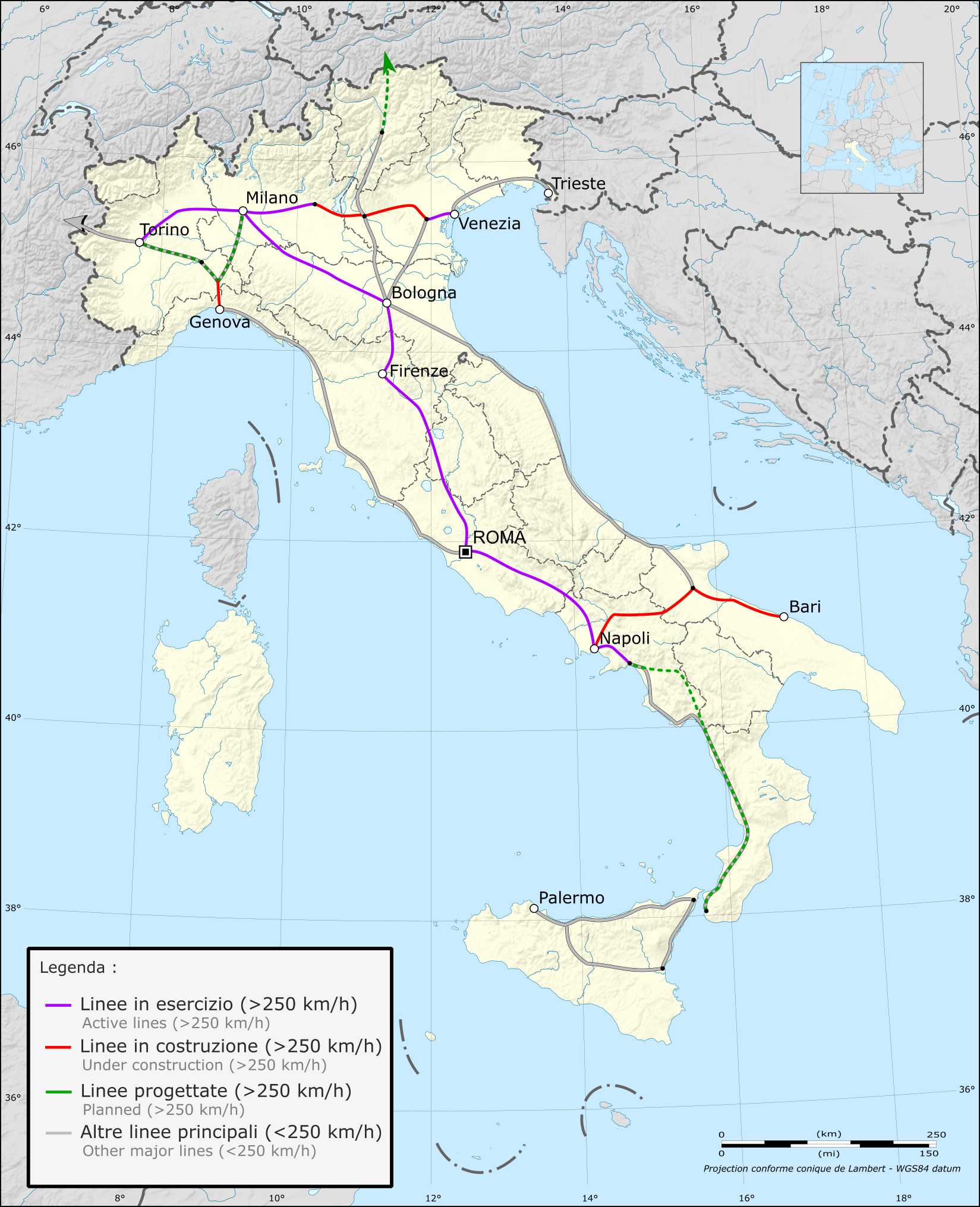
Netwerk van Italië

De hogesnelheidslijn Turijn-Milaan is een schakel in het Italiaanse hogesnelheidsnetwerk. Het maakt deel uit van Corridor 5 van het trans-Europese hogesnelheidspoorwegnetwerk van de Europese Unie, dat Lissabon en Kiev met elkaar verbindt. Het gedeelte tussen Turijn en Novara werd geopend op 10 februari 2006, en het resterende gedeelte op 5 december 2009.
De route is 125 kilometer lang (98 kilometer in Piemonte en 27 kilometer in Lombardije) en doorkruist het grondgebied van 41 gemeenten. De geraamde kosten van de werkzaamheden bedragen € 2,58 miljard (€20,6 miljoen per kilometer). Door het vlakke terrein kon 80% (ongeveer 100 kilometer) van het spoor op maaiveldniveau worden aangelegd, met een kleine hoeveelheid in uitgravingen, ongeveer 15% (ongeveer 20 kilometer) op viaducten, en ongeveer 5% (bijna 5 kilometer) in uitgegraven tunnels. Tot de belangrijkste kunstwerken behoort het 3,8 kilometer lange Santhià-viaduct en de 600 meter lange Pregnana Milanese-tunnel. Het grootste deel van de lijn volgt de zuidkant van de autostrada Milaan-Turijn.
Het 85 kilometer lange gedeelte tussen Turijn en Novara werd op 10 februari 2006 ingehuldigd voor de Olympische Winterspelen van 2006 in Turijn. Het 40 kilometer lange traject tussen Novara en Milaan werd officieel geopend op 5 december 2009.